# Micro (roman)
Micro (titre original : Micro) est un roman de science-fiction (techno-thriller) écrit par Michael Crichton, et complété par Richard Preston. 
Next fait partie des œuvres de Michael Crichton publiées à titre posthume. Avant son décès en 2008, l'auteur aurait rédigé le tiers du roman. L'auteur Richard Preston est désigné pour écrire la suite.
Micro est publié en 2011 chez HarperCollins aux États-Unis, puis l'année suivant en France chez Robert Laffont.

## Résumé
L'étudiant Peter Jansen apprend que son frère Eric, vice-président de la société technologique Nanigen, est mort dans des circonstances mystérieuses. Alors qu'il est invité avec six autres brillants étudiants à Hawaï par Vincent Drake, le directeur de la société, Peter enquête discrètement et découvre des enregistrements téléphoniques qui confirment ses soupçons. Lorsque Drake le surprend, il transforme le groupe d’étudiants en cobayes d’une expérience terrifiante.
Miniaturisés par une technologie révolutionnaire, ils sont abandonnés au cœur d’une jungle tropicale, un monde devenu gigantesque et hostile. Ils n’ont pour seule défense que leurs connaissances en biologie. Dans cet environnement, chaque insecte est une menace mortelle, une simple goutte d'eau peut vous noyer et un caillou vous écraser.
Accompagnés d’un ingénieur de Nanigen, les étudiants entament une périlleuse traversée dans l'espoir de retrouver leur taille normale. Le temps est compté : s'ils ne retrouvent pas leur taille dans les trois jours, tous les êtres vivants miniaturisés meurent. Drake est également prêt à tout pour protéger ses secrets, y compris à les éliminer un par un. 

## Publié à titre posthume
Michael Crichton travaillait sur Micro avant sa mort en 2008. Il aurait laissé plusieurs chapitres (un tiers du roman) ainsi qu’un détail assez précis de l’intrigue et des notes de développement des personnages. En 2009, les ayants droit de Crichton et son éditeur (HarperCollins) ont choisi Richard Preston, un auteur connu pour ses romans sur les maladies infectieuses et le bioterrorisme. 
Richard Preston a déclaré : « Je souhaitais rendre hommage à l'œuvre et à l'imagination de l'un des écrivains les plus visionnaires et créatifs de notre époque contemporaine ».

## Thèmes
Tout comme dans Jurassic Park, Sphere, Prisonniers du temps ou encore Next (roman), Michael Crichton met en garde le lecteur contre une science déconnectée de la morale. Il critique les abus des grandes entreprises technologiques et le manque de régulation éthique dans la recherche.
Dans Micro, la miniaturisation des personnages dresse un portrait terrifiant de la vie à l'échelle microscopique, de la nanotechnologie et de la robotique.

## Adaptation cinématographique
En 2015, il est annoncé que Steven Spielberg, qui a déjà adapté des œuvres de l'auteur (Jurassic Park et Le Monde perdu : Jurassic Park), a acquis les droits pour une adaptation du roman pour DreamWorks. En 2017, il est annoncé que Joachim Rønning pourrait le mettre en scène, avec Steven Spielberg à la production.